# Христо Велев
Христо Велев Велев е един от най-успелите български диригенти.

## Биография
Христо Велев е роден на 17 април 1942 година. В продължение на 11 години Велев е директор и художествен ръководител на Камерна опера в Благоевград. От 1997 до 2001 година е директор на Агенция „Музика“ и асистент по хорово дирижиране в Югозападния университет. Носител е на международни и национални награди, както и знак „Отличник“ на Министерство на културата. На 27 април 2012 година по предложение на кмета Атанас Камбитов Общинският съвет го обявява за почетен гражданин на Благоевград.
Умира на 15 септември 2017 година в Благоевград.